# 오카자키 겐야
오카자키 겐야(일본어: 岡﨑 建哉, 1990년 5월 31일 ~ )는 일본의 축구 선수이다.

## 구단 경력
그는 2013년부터 2023년까지 J리그의 감바 오사카, 에히메 FC, 도치기 SC, 몬테디오 야마가타에서 활동하였다.